# Lorraine Fenton
Lorraine Fenton (geboren als Lorraine Graham; Manchester Jamaica, 8 september 1973) is een voormalige sprintster, die gespecialiseerd was in de 400 m. Ze werd wereldkampioene op de 4 x 400 m estafette en meervoudig Jamaicaans kampioene op de 400 m.

## Biografie
Haar eerste grote internationale succes behaalde ze in 1997. Op de wereldkampioenschappen atletiek 1997 in Athene won ze op de 4 x 400 m estafette een bronzen medaille. Twee jaar later won ze eveneens brons, maar ditmaal individueel op de 400 m op het WK 1999 in het Spaanse Sevilla.
Op de Olympische Spelen van 2000 in Sydney won ze op de 400 m een zilveren medaille. Met een tijd van 49,58 finishte ze achter de Australische Cathy Freeman (goud; 49,11) en voor de Britse Katharine Merry (brons; 49,72). Op de 4 x 400 m estafette behaalde ze met 3.23,25 een tweede plaats achter het tijdelijk gediskwalificeerde Amerikaanse estafetteteam. Haar grootste prestatie boekte ze een jaar later. Op de wereldkampioenschappen atletiek 2001 in Edmonton werd ze met haar teamgenoten Sandie Richards, Catherine Scott en Debbie-Ann Parris wereldkampioene op de 4 x 400 m estafette. Individueel was de Senegalese Amy Mbacke Thiam haar met een nationaal record van 49,86 slechts 0,02 te snel af op de 400 m en moest zodoende genoegen nemen met een zilveren medaille. In 2002 liep ze met 49,30 een nationaal record op de 400 m.
In oktober 2006 zette ze een punt achter haar sportcarrière.

## Titels
- Wereldkampioene 4 x 400 m estafette - 2001
- Jamaicaans kampioene 400 m - 1997, 1999, 2000, 2001, 2002, 2003

## Persoonlijke records
Outdoor
| Onderdeel | Prestatie | Datum        | Plaats |
| --------- | --------- | ------------ | ------ |
| 200 m     | 22,63 s   | 13 juni 2001 | Kassel |
| 400 m     | 49,30 s   | 19 juli 2002 | Monaco |

Indoor
| Onderdeel | Prestatie | Datum           | Plaats |
| --------- | --------- | --------------- | ------ |
| 200 m     | 24,03 s   | 7 februari 1999 | Boston |

## Palmares

### 400 m
Kampioenschappen
- 1998: 7e Golden League Finale - 51,09 s
- 1999:  WK - 49,92 s
- 2000:  OS - 49,58 s
- 2001:  WK - 49,88 s
- 2003:  WK - 49,43 s
- 2003:  Wereldatletiekfinale - 50,29 s

Golden League-podiumplekken
- 2000:  Herculis – 50,08 s
- 2002:  Bislett Games – 50,83 s
- 2002:  Meeting Gaz de France – 50,47 s
- 2002:  Golden Gala – 49,82 s
- 2002:  Herculis – 49,30 s
- 2002:  Memorial Van Damme – 50,17 s
- 2002:  ISTAF – 50,50 s
- 2003:  ISTAF – 49,98 s

### 4 x 400 m
- 1997:  WK - 3.21,30 (NR)
- 1999: 5e WK indoor - 3.30,16 (NR)
- 1999: 5e WK - 3.24,83
- 2000:  OS - 3.23,25
- 2001:  WK - 3.20,65
- 2003:  WK - 3.22,92
- 2005:  WK - 3.23,29

1983: Walther, Busch, Koch, Rübsam ·
1987: Neubauer, Emmelmann, Schersing, Busch ·
1991: Ledovskaja, Dzjigalova, Nazarova, Bryzgina ·
1993: Torrence, Malone-Wallace, Kaiser-Brown, Miles-Clark ·
1995: Graham, Stevens, Jones, Miles-Clark ·
1997: Feller, Rohländer, Rücker, Breuer ·
1999: Tsjebykina, Gontsjarenko, Kotljarova, Nazarova ·
2001: Richards, Scott, Parris, Fenton ·
2003: Barber, Washington, Richards, Miles-Clark ·
2005: Petsjonkina, Krasnomovets, Antjoech, Pospelova ·
2007: Trotter, Felix, Wineberg, Richards ·
2009: Dunn, Felix, Demus, Richards ·
2011: Richards-Ross, Felix, Beard, McCorory ·
2013: Goesjtsjina, Firova, Ryzjova, Krivosjapka ·
2015: Day, Jackson, McPherson, Williams-Mills ·
2017: Hayes, Felix, Wimbley, Francis ·
2019: Francis, McLaughlin, Muhammad, Jonathas ·
2022: Diggs, Steiner, Wilson, McLaughlin ·
2023: Saalberg, Klaver, Peeters, Bol